# Jasper Ridley
Pour les articles homonymes, voir Ridley.
Jasper Godwin Ridley, né le 25 mai 1920 et mort le 1er juillet 2004 est un écrivain biographe et essayiste britannique. Il obtient en 1970 le prix James Tait Black Memorial Prize pour sa biographie Lord Palmerston.

## Publications
- The Tate Gallery's Wartime Acquisitions (1942)
- The Law of the Carriage of Goods by Land, Sea and Air (1957)
- Nicholas Ridley (1957)
- Thomas Cranmer (1962)
- John Knox (1968)
- Lord Palmerston (1971)
- Garibaldi (1974)
- The Roundheads (1976)
- Napoleon III and Eugénie (1979)
- The History of England (1981)
- Statesman and the Fanatic: Thomas Wolsey and Thomas More (1982)
- Life and Times of Mary Tudor (1973)
- Henry VIII the Politics of Tyranny (1984)
- The Tudor Age (1988)
- The Love Letters of Henry VIII (1988) editor
- Elizabeth I: the Shrewdness of Virtue (1988)
- Maximilian & Juarez (1992)
- Tito (1994)
- A History of the Carpenters' Company (1995)
- Mussolini (1997)
- The Freemasons: A History of the World's Most Powerful Secret Society (1999)
- The Houses of Hanover and Saxe-Coburg-Gotha: A Royal History of England (2000) with John Clarke
- Bloody Mary's Martyrs: The Story of England’s Terror (2001)
- A Brief History of The Tudor Age (2002)